# Gjergj Meta

Wappen von Gjergj Meta

Gjergj Meta (* 30. April 1976 in Durrës, Albanien) ist ein albanischer Geistlicher und römisch-katholischer Bischof von Rrëshen.

## Leben
Gjergj Meta ging 1994 nach Bari und absolvierte dort ein Vorbereitungsjahr, ehe er von 1995 bis 2000 am Priesterseminar von Molfetta studierte. Er empfing am 21. April 2001 das Sakrament der Priesterweihe für das Erzbistum Durrës-Tirana. Dort wurde er im selben Jahr Mitglied des diözesanen Priesterrates und leitete zwischen 2003 und 2006 die Universitätsseelsorge. 2009 erwarb Meta an der Päpstlichen Universität Gregoriana in Rom ein Lizenziat in Theologie und wurde anschließend Sprecher der Albanischen Bischofskonferenz, was er bis 2012 blieb. Seit 2016 war er Generalvikar des Erzbistums Tirana-Durrës.
Am 15. Juni 2017 ernannte ihn Papst Franziskus zum Bischof von Rrëshen. Die Bischofsweihe spendete ihm der Erzbischof von Tirana-Durrës, George Anthony Frendo OP, am 2. September desselben Jahres; Mitkonsekratoren waren Erzbischof Charles John Brown, Apostolischer Nuntius in Albanien, und Cristoforo Palmieri CM, Altbischof von Rrëshen. Als Bischofsmotto wählte er FEJA VEPRON ME DASHURI (DIE RELIGION / DER GLAUBE HANDELT MIT LIEBE).